# Roberto Bosco
Roberto Bosco (Buenos Aires, 12 de julio de 1939-17 de septiembre de 2013) fue un pintor argentino. Realizó exposiciones en Argentina, Estados Unidos, Chile y Brasil. Trabaja en distintos soportes como madera, cerámica y papel de diario. Publicó libros de artista y fue asimismo un destacado docente.

## Vida
Se forma como artista en el taller de Demetrio Urruchúa. Cursó estudios de dibujo en Asociación Estímulo de Bellas Artes (A.E.B.A.) y en M.E.E.B.A. 
En 1973 realizó su primera muestra colectiva en la Galería Witcomb. A partir de entonces continuó exponiendo de manera interrumpida. 
En la Asociación Estímulo de Bellas Artes participó, en el año 1976, en una exposición Homenaje a Demeterio Urruchúa. 
En 1985 incursionó en el cine. Estrena la película 350 años de pintura argentina Tokio-París-Buenos Aires en la que se desempeña como director. Las estampas japonesas presentes en el film fueron un aporte de la Embajada del Japón en la Argentina. El guion está basado en el libro Historia del Arte Argentino de Jorge Romero Brest con complementos del director. 
Desde 1987 desarrolla una destacada labor como docente abriendo un taller a todos aquellos que desearan estudiar pintura y dibujo. Numerosos artistas surgieron de su trabajo como maestro, emulando la comprensión, observación y trabajo del arte de su maestro Urruchúa pero con su impronta personal.
En el año 1992 participa de la VI Muestra Grandes Plásticos Argentinos realizada en la ciudad de General Pico; expone junto a Juan Carlos Castagnino, Raul Soldi, Demetrio Urruchúa y Teresio Fara, entre otros.
A partir de 1994 desarrolla una técnica única de reproducción de imágenes que se describe en la Enciclopedia Iberoamericana de Artistas Plásticos Contemporáneos (2004) del siguiente modo: «se dedica a la creación de monocopias, mediante la incorporación de fotografía junto a técnicas antiguas de grabado que después pasan por un proceso de laqueado. Mediante este sistema Roberto Bosco confecciona libros de imágenes, de colección, numerados y encuadernados artesanalmente.»
En el año 1996 publica el libro Imágenes de Tango auspiciado por la Academia Nacional del Tango, con  prólogo de Horacio Ferrer. Ese mismo año fue declarado de interés nacional por la ley 28.469.
En el año 1998 la America Society Inc. adquiere la serie de Libro de Artista Sueños y Tangos.
Un año después, en 1999, Ediciones Institucionales selecciona dos de sus pinturas para el libro   Arte Trascendental Argentino.
Ese mismo año fue seleccionado para la ilustración central de la etiqueta del vino Alma del Sur. Luego realiza una exposición individual invitado por la bodega Wente a la que pertenece dicho vino. La Muestra se realizó en California, Estados Unidos, donde el artista presentó nuevas obras y libros.
En el 2001 dos de sus obras se incluyen en el libro  Arte Argentino Actual.
Expuso individualmente en la Euroamerica Galleries en Nueva York en el año 1999. En el año 2000 en Cuiaba, Matogrosso. Y en el  2001, nuevamente en la Euroamerica Galleries de Nueva york.
En el 2004 fue incluido en la Enciclopedia Ibereoamericana de Artistas plásticos Contemporáneos (QCC, Art Gallery Queensrorough Community College the City University of New York) citada anteriormente.
Recientemente editó la colección de cuatro tomos:  'Tangos, Sueños, Lenguaje de las manos y Así es la vida. Los dos primeros están basados en  las pinturas de las ediciones anteriores junto con nueva obra mientras que Lenguaje de las manos y Así es la vida presentan obra inédita. La colección fue editada por Dan Rodríguez Villar. El diseño fue realizado por Micaela Blaunstein y la encuadernación por Eduardo Tarrico. La edición del libro es del año 2008.
Desde el año 2001 hasta la actualidad trabaja en la serie “Diario de Imágenes”. El artista interviene el diario Clarín utilizando tintas, pasteles, lápices.